# Bruguiera parviflora
Bruguiera parviflora är en tvåhjärtbladig växtart som först beskrevs av William Roxburgh, och fick sitt nu gällande namn av Robert Wight och Arn.. Bruguiera parviflora ingår i släktet Bruguiera, och familjen Rhizophoraceae. IUCN kategoriserar arten globalt som livskraftig. Inga underarter finns listade i Catalogue of Life.